# Heiner Flaig
Heiner Flaig (* 3. August 1928 in Villingen, Schwarzwald; † 4. August 2019 in Baden-Baden) war ein deutscher Schriftsteller.

## Leben
Heiner Flaig studierte Theaterwissenschaft an der Universität München. Anschließend war er als Werbegestalter und Manager tätig. Nach längerem Auslandsaufenthalt lebte er als freier Schriftsteller in Baden-Baden. Heiner Flaig ist Verfasser erzählender Prosa und von Gedichten; daneben hat er Rundfunksendungen für den Südwestfunk produziert.

## Werke
- Ausverkauf im Paradies. Roman, Morstadt, Kehl [u. a.] 1985. ISBN 3-88571-130-3
- Laura oder Die Liebe zum Quartett. Roman, Elster Verlag, Baden-Baden 1990. ISBN 3-89151-105-1
- Windfänger. Gedichte, Blankeneser Verlag, Hamburg 1998. ISBN 3-9802431-3-3

## Herausgeberschaft
- Villingen, Zeitgeschehen in Bildern, Villingen-Schwenningen 1978
- Die Gesellschaft der Freunde Junger Kunst kehrt ins Alte Dampfbad zurück, Baden-Baden 1996